# Hasan al-Mahri
Hasan Mohamed Hasan Abdulla Suqatri al-Mahri (* 8. Februar 1978) ist ein Fußballschiedsrichterassistent aus den Vereinigten Arabischen Emiraten. Er steht als dieser seit 2011 sowie als Video-Assistent seit 2021 auf der Liste der FIFA-Schiedsrichter.

## Karriere
Als Assistent begleitete er Spiele mehrerer U-Turniere, als auch Spiele der Klub-Weltmeisterschaft 2020 und der Asienmeisterschaft 2019, als auch der Weltmeisterschaft 2018. Zuletzt wurde er ins Team um Mohammed Abdullah Hassan Mohammed für die Weltmeisterschaft 2022 berufen.